# Gabara limaea
Gabara limaea là một loài bướm đêm trong họ Erebidae.